# Équipe de France de football en 1950
Chronologie
Saison précédente Saison suivante
Cet article traite de l'année 1950 de l'Équipe de France de football.
- Paul Baron revient au poste d'entraîneur.

## Les matchs
| Date              | Stade                                           | Adversaire | Score | Comp | Buteurs français                                   |
| 27 mai 1950       | Stade olympique Yves-du-Manoir Colombes, France | Écosse     | D 0-1 | A    | -                                                  |
| 4 juin 1950       | Stade du Heysel Bruxelles, Belgique             | Belgique   | D 1-4 | A    | Kargu (19e)                                        |
| 1er novembre 1950 | Stade olympique Yves-du-Manoir Colombes, France | Belgique   | N 3-3 | A    | Doye (18e), Barrate (69e), Kargu (87e)             |
| 10 décembre 1950  | Stade olympique Yves-du-Manoir Colombes, France | Pays-Bas   | V 5-2 | A    | Flamion (4e & 7e), Barrate (29e & 49e), Doye (41e) |

A : match amical.

## Les joueurs
| Joueurs                                                                      |    |    |    |    |
| Gardiens de but                                                              |    |    |    |    |
| Abderrahman Ibrir (Toulouse FC) (dernières sélections)                       | 90 |    | 90 |    |
| Paul Sinibaldi (Stade de Reims) (1re et dernière sélection)                  |    | 90 |    |    |
| René Vignal (RC Paris) (6e sélection)                                        |    |    |    | 90 |
| Défenseurs                                                                   |    |    |    |    |
| Roger Marche (Stade de Reims)                                                | 90 | 90 | 90 | 90 |
| Guy Huguet (AS Saint-Étienne)                                                | 90 |    |    | 90 |
| Roger Lamy (RC Paris) (uniques sélections)                                   | 90 |    | 90 |    |
| Jean Grégoire (Stade français-Red Star) (10e et dernière sélection)          | 90 |    |    |    |
| André Frey (Toulouse FC) (6e et dernière sélection)                          |    | 90 |    |    |
| Jean Swiatek (Girondins-ASP Bordeaux) (5e et dernière sélection)             |    | 90 |    |    |
| Manuel Garriga (Girondins de Bordeaux) (1re et dernière sélection)           |    |    | 90 |    |
| Milieux                                                                      |    |    |    |    |
| Antoine Cuissard (AS Saint-Étienne)                                          | 90 |    |    | 90 |
| André Strappe (LOSC)                                                         | 90 | 90 | 90 | 90 |
| Jean Luciano (OGC Nice) (5e et dernière sélection)                           |    | 90 |    |    |
| Jean Belver (OGC Nice) (1re et dernière sélection)                           |    | 90 |    |    |
| Roger Scotti (Olympique de Marseille) (1re sélection)                        |    |    | 90 |    |
| Pierre Ranzoni (Havre AC) (2d et dernière sélection)                         |    |    |    | 90 |
| Attaquants                                                                   |    |    |    |    |
| Jean Baratte (Lille OSC)                                                     | 90 |    | 90 | 90 |
| Jean Grumellon (Stade Rennais UC) (5e sélection)                             | 90 |    |    |    |
| Henri Baillot (FC Metz) (8e et dernière sélection)                           | 90 |    |    |    |
| Georges Dard (Olympique de Marseille) (3e et dernière sélection)             | 90 |    |    |    |
| Édouard Kargu (Girondins-ASP Bordeaux/Girondins de Bordeaux) (1re sélection) |    | 90 | 90 | 90 |
| Pierre Flamion (Stade de Reims/Olympique de Marseille)                       |    | 90 | 90 | 90 |
| Marius Walter (LOSC) (2d et dernière sélection)                              |    | 90 |    |    |
| Mustapha Ben M'Barek (Stade de Reims) (1re et dernière sélection)            |    | 90 |    |    |
| Henri Arnaudeau (Stade français-Red Star)                                    |    |    | 90 | 90 |
| André Doye (Girondins de Bordeaux) (1re sélection)                           |    |    | 90 | 90 |